# Acinia stellata
Acinia stellata är en tvåvingeart som först beskrevs av Macquart 1843.  Acinia stellata ingår i släktet Acinia och familjen borrflugor. Inga underarter finns listade i Catalogue of Life.